# Rachizy
Rachisy est une ancienne commune de l'Aube actuellement incluse dans Piney.

## Histoire
Rachisy est connu comme donation de Ulric de Piney à l'abbaye de st-Martin-es-Aires en 1121 qui était alors un finage. La taille des terres des fermes de Rachisy représentait 640 arpents ; en 1759 l'abbaye confiait à l'ingénieur Musson l'assèchement de 250 arpents de marais pour les transformer en terre arable.
Elle était une commune depuis le XVIIe siècle et dépendait pendant l'Ancien régime de l'intendance et de la généralité de Châlons, de l'élection de Troyes.
En tant que paroisse elle était une succursale de Piney.
Elle a été intégrée le 6 février 1793 à Piney.

## Population
- En 1679 il y avait trois contribuables,
- En 1776 il y avait six taillables.